# Azurita (Mateus Leme)
Azurita é um distrito do município brasileiro de Mateus Leme, no estado de Minas Gerais. Segundo o censo demográfico de 2022, realizado pelo Instituto Brasileiro de Geografia e Estatística (IBGE), sua população era de 3 307 habitantes e havia 1 250 domicílios particulares permanentes ocupados. Possui área de 64,69 km² conforme a Fundação João Pinheiro (FJP). Foi criado pela lei estadual nº 1.058 de 31 de dezembro de 1943.
De acordo com o IBGE, em 2010 a população era de 3 653 habitantes e havia 1 464 domicílios particulares.

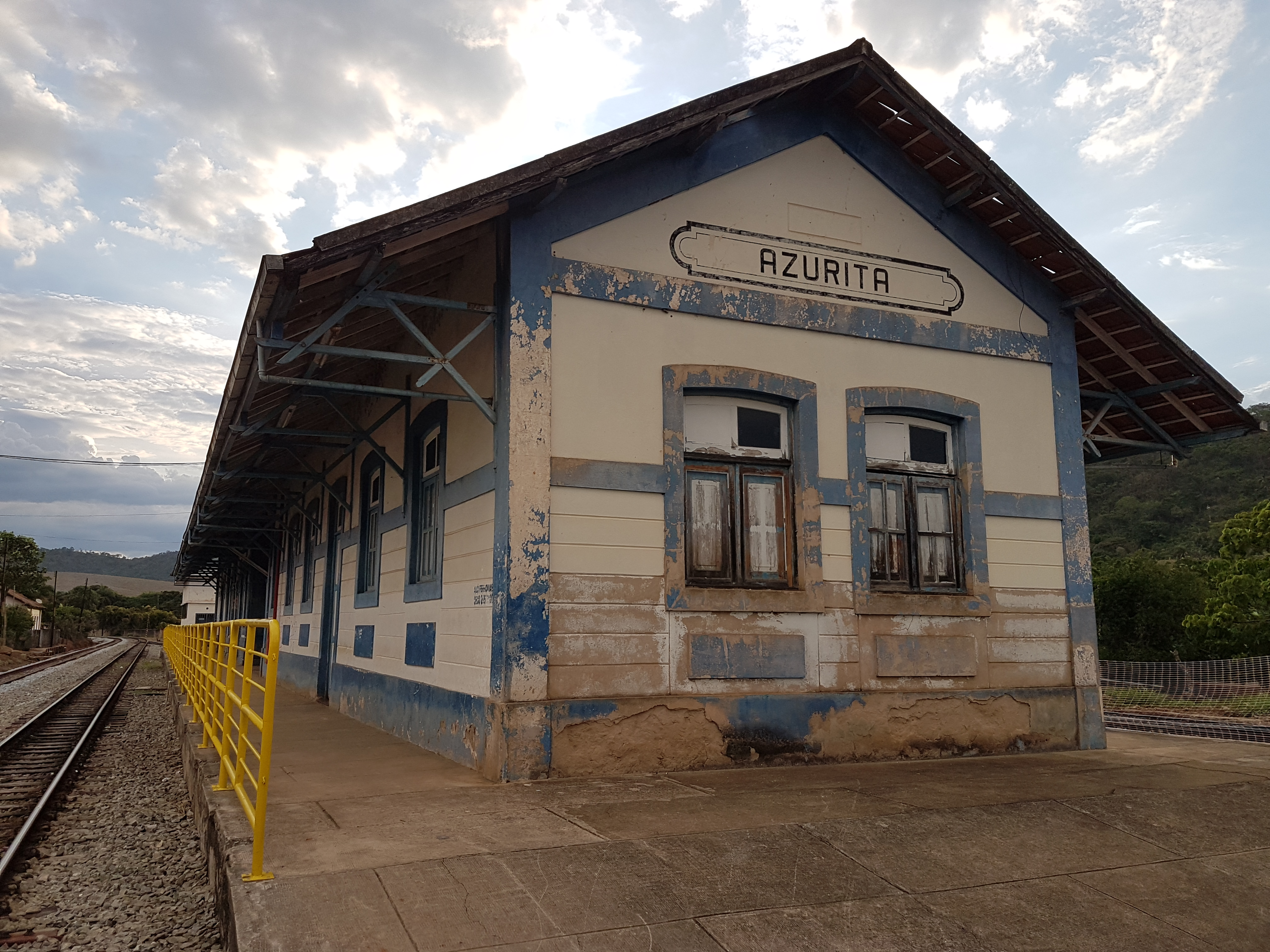
Estação Ferroviária de Azurita, edificação datada de 1911.
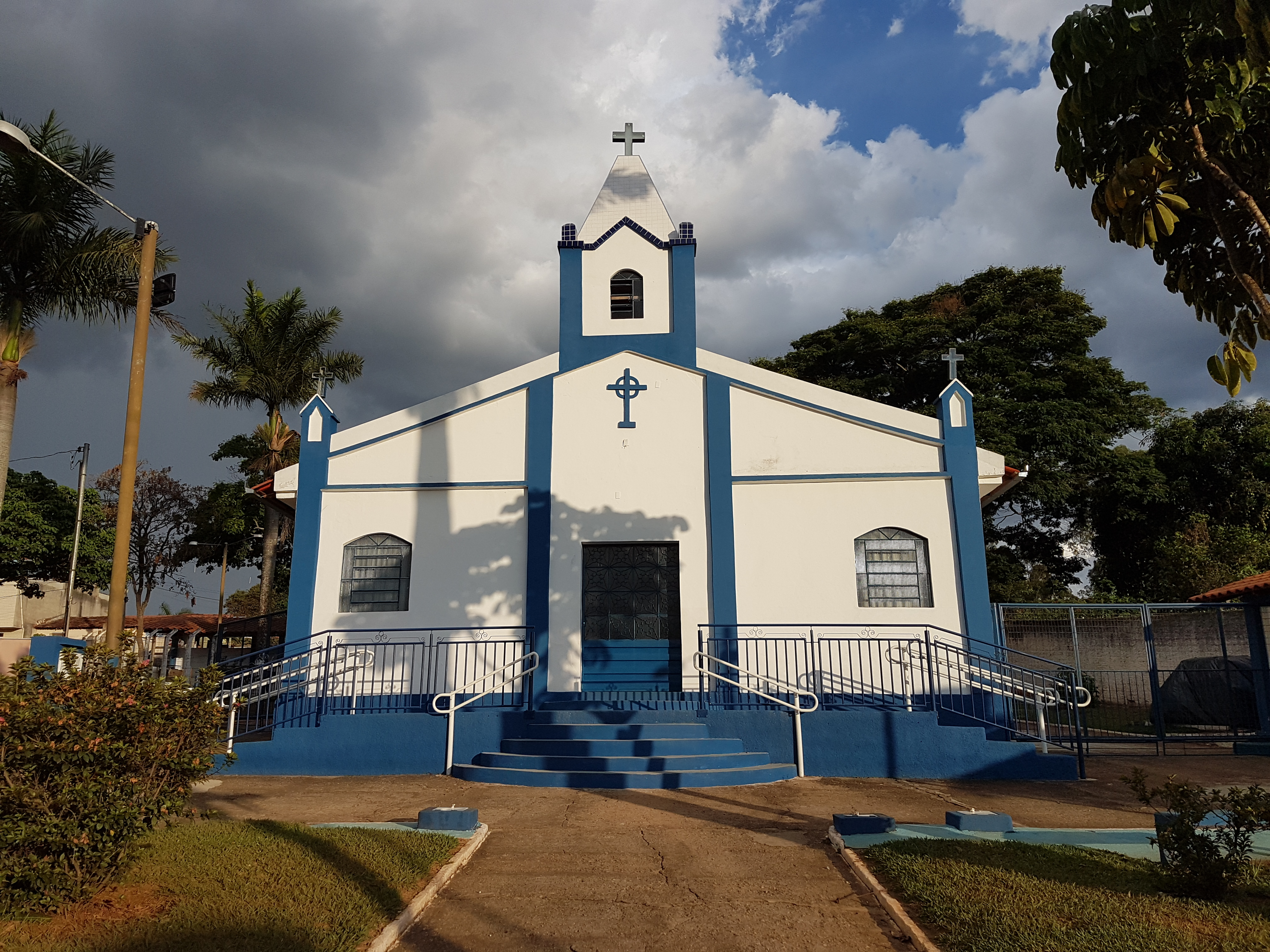
Capela Nossa Senhora do Rosário (1967)